# Гусаров, Евгений Петрович
Евге́ний Петро́вич Гуса́ров (30 июля 1950 — 7 октября 2002) — советский и российский дипломат. Чрезвычайный и полномочный посол (1992).

## Биография
Окончил МГИМО (1972). На дипломатической работе с 1972 года. Владел английским и французским языками.
- В 1972 году — референт Второго европейского отдела МИД СССР.
- В 1972—1977 годах — вице-консул Генерального консульства СССР в Монреале (Канада).
- В 1977—1981 годах — атташе, третий секретарь, второй секретарь Второго европейского отдела МИД СССР.
- В 1981—1986 годах — второй секретарь, первый секретарь, советник Посольства СССР в Канаде.
- В 1986—1988 годах — заведующий сектором, заместитель заведующего Вторым европейским отделом МИД СССР.
- В 1988—1990 годах — заместитель начальника Управления США и Канады МИД СССР.
- В 1990—1991 годах — заместитель начальника Управления по безопасности и сотрудничеству в Европе МИД СССР.
- В 1991—1992 годах — начальник Управления по безопасности и сотрудничеству в Европе МИД СССР.
- В 1992 году — начальник управления Департамента Европы МИД России.
- С 31 декабря 1992 по 8 августа 1997 года — чрезвычайный и полномочный посол Российской Федерации в Южно-Африканской Республике и Лесото по совместительству[1][2].
- В 1997—1998 годах — директор Первого европейского департамента, директор Департамента общеевропейского сотрудничества МИД России.
- С 6 июля 1998 года — член коллегии МИД России[3].
- С 6 января 1999 по 7 октября 2002 года — заместитель министра иностранных дел России, курировал европейские проблемы[4] .

Скончался 7 октября 2002 года от острой сердечной недостаточности.

## Дипломатический ранг
- Чрезвычайный и полномочный посол (13 октября 1992)[7].

## Награды
- Орден Дружбы (30 июля 2000) — за многолетнюю плодотворную дипломатическую деятельность[8]

## Семья
Был женат. Сын — Александр Евгеньевич Гусаров (род. 1981), дипломат, директор Департамента Северной Атлантики МИД России с 31 июля 2025 года, советник-посланник Посольства Российской Федерации в Великобритании (2022—2025).